# Druha Liha 2017-2018
La Druha Liha 2017-2018 è stata la 27ª edizione della terza serie del campionato ucraino di calcio. La stagione è iniziata il 14 luglio 2017 ed è terminata il 19 maggio 2018.

## Stagione

### Novità
Al termine della stagione 2016-2017 sono retrocesse dalla Perša Liha 2016-2017 Bukovyna Černivci, Skala Stryj e Ternopil'.
 Sono salite, invece, in Perša Liha 2017-2018 Žemčužyna Odessa, Ruch Vynnyky e Kremin' Kremenčuk.
Il Dnipro, retrocesso dalla Prem"jer-liha 2016-2017, è ripartito dalla Druha Liha per motivi finanziari.
Dal Campionato Amatoriale sono state ammesse: Ahrobiznes Voločys'k, Metalist 1925, Polіssja Žytomyr, Nyva Ternopil', Tavrija e L'viv. Quest'ultimo riprende la tradizione calcistica dello storico Metalurh Zaporizzja, scioltosi al termine della passata stagione.
Sono state ammesse due nuove squadre: il Dnipro-1 e il Mykolaïv-2.
Illičivec'-2 e Cherkaskyi Dnipro-2 non si sono iscritte a questa edizione del torneo.
Il Teplovyk Ivano-Frankivs'k ha cambiato denominazione in Prykarpattja.

### Formula
Le 23 squadre sono suddivise in due gironi: una da undici squadre, l'altro da dodici. Le prime due classificate di ciascun girone, saranno promosse in Perša Liha. 
Le ultime classificate di ciascun girone, retrocedono nelle divisioni regionali.

### Avvenimenti
Il 15 agosto 2017, dopo quattro gare giocate, il Ternopil' si ritira dal campionato. I risultati conseguiti nelle quattro gare, sono stati annullati.

## Classifiche

### Girone A
|  | Pos. | Squadra              | Pt      | G  | V  | N | P  | GF | GS | DR  |
|  | ---- | -------------------- | ------- | -- | -- | - | -- | -- | -- | --- |
|  | 1.   | Ahrobiznes Voločys'k | 70      | 27 | 23 | 1 | 3  | 70 | 19 | +51 |
|  | 2.   | Prykarpattja         | 62      | 27 | 20 | 2 | 5  | 58 | 28 | +30 |
|  | 3.   | Nyva Vinnycja        | 45      | 27 | 13 | 6 | 8  | 34 | 21 | +13 |
|  | 4.   | Skala Stryj          | 42      | 27 | 12 | 4 | 11 | 29 | 29 | 0   |
|  | 5.   | L'viv                | 36      | 27 | 10 | 6 | 11 | 28 | 29 | -1  |
|  | 6.   | Bukovyna Černivci    | 34      | 27 | 9  | 7 | 11 | 32 | 40 | -8  |
|  | 7.   | Nyva Ternopil'       | 33      | 27 | 9  | 6 | 12 | 25 | 39 | -4  |
|  | 8.   | Polіssja Žytomyr     | 30      | 27 | 9  | 3 | 15 | 31 | 44 | -13 |
|  | 9.   | Podillja             | 22      | 27 | 6  | 4 | 17 | 20 | 44 | -24 |
|  | 10.  | Arsenal Bila Cerkva  | 13      | 27 | 4  | 1 | 22 | 18 | 62 | -44 |
|  | ---  | Ternopil'            | Escluso | –  | –  | – | –  | –  | –  | –   |

Legenda:
      Promosso in Perša liha 2018-2029.
      Retrocessa nel Campionato Amatoriale 2018-2029.
      Escluso a campionato in corso.
Note:
Tre punti a vittoria, uno a pareggio, zero a sconfitta.
In caso di arrivo di due o più squadre a pari punti, la graduatoria verrà stilata secondo la classifica avulsa tra le squadre interessate.

### Girone B
|  | Pos. | Squadra                | Pt | G  | V  | N  | P  | GF | GS  | DR   |
|  | ---- | ---------------------- | -- | -- | -- | -- | -- | -- | --- | ---- |
|  | 1.   | Dnipro-1               | 81 | 33 | 26 | 3  | 4  | 87 | 15  | +72  |
|  | 2.   | Metalist 1925          | 67 | 33 | 21 | 4  | 8  | 77 | 27  | +50  |
|  | 3.   | Enerhija Nova Kachovka | 61 | 33 | 19 | 4  | 10 | 67 | 32  | +35  |
|  | 4.   | Tavrija                | 61 | 33 | 18 | 7  | 8  | 59 | 33  | +26  |
|  | 5.   | Myr Hornostajivka      | 53 | 33 | 14 | 11 | 8  | 47 | 30  | +17  |
|  | 6.   | Real Farma Odessa      | 52 | 33 | 15 | 7  | 11 | 54 | 20  | +14  |
|  | 7.   | Nikopol'               | 45 | 33 | 11 | 12 | 10 | 36 | 34  | +2   |
|  | 8.   | Dnipro (-18)           | 37 | 33 | 16 | 7  | 10 | 57 | 34  | +23  |
|  | 9.   | Mykolaïv-2             | 37 | 33 | 10 | 7  | 16 | 41 | 58  | -17  |
|  | 10.  | Inhulec'-2             | 19 | 33 | 4  | 7  | 22 | 29 | 70  | -41  |
|  | 11.  | Sudnobudivnyk Mykolaïv | 19 | 33 | 5  | 4  | 24 | 33 | 95  | -62  |
|  | 12.  | Metalurh Zaporižžja    | 7  | 33 | 2  | 1  | 30 | 14 | 133 | -119 |

Legenda:
      Promosso in Perša liha 2018-2029.
      Retrocessa nel Campionato Amatoriale 2018-2029.
Note:
Tre punti a vittoria, uno a pareggio, zero a sconfitta.
In caso di arrivo di due o più squadre a pari punti, la graduatoria verrà stilata secondo la classifica avulsa tra le squadre interessate.

## Incontro per il campionato
Al match per decretare la vincitrice assoluta del campionato prendono parte le due formazioni arrivate prime nel proprio girone.
|          | Risultati |                      | Luogo e data        |
| -------- | --------- | -------------------- | ------------------- |
| Dnipro-1 | 0 - 1     | Ahrobiznes Voločys'k | Kiev, 9 giugno 2018 |